# Campos del Río
Campos del Río er en by og kommune i det sydøstlige Spanien i Murcia-regionen. Den har et indbyggertal på 2.151 (2024) indbyggere.